# بيل كيبي
بيل كيبي (بالإنجليزية: Bill Kibby)‏ (و. 1903 – 1942 م) هو جندي أسترالي، ولد في Winlaton ‏، ويحمل رتبة عسكرية رقيب، توفي في العلمين، عن عمر يناهز 39 عاماً.

## الخدمة العسكرية
خدم في جيش أستراليا.

## جوائز
حصل على جوائز منها:
صليب فيكتوريا